# Polla endolada
La polla endolada (Gallinula tenebrosa) és una espècie d'ocell de la família dels ràl·lids (Rallidae) que habita les riberes de zones humides, de Sulawesi, algunes de les illes Moluques, illes Petites de la Sonda, Nova Guinea, Austràlia i Nova Caledònia.